# 두키지카시아스 FC
두키지카시아스 푸치보우 클루비 또는 두키지카시아스는 브라질의 축구단으로 리우데자네이루주의 두키지카시아스를 연고로 한다.

## 우승
- 코파 히우: 2013

## 선수 명단

### 현역
참고: FIFA 자격 규정에 따라 소속된 국가대표팀 국기를 표시합니다. 선수는 복수의 FIFA 비회원국 국적을 가지고 있을 수 있습니다.
| 번호 | 포지션 | 국적 | 이름 |
| ---- | ------ | ---- | ---- |

| 번호 | 포지션 | 국적 | 이름 |
| ---- | ------ | ---- | ---- |

## 역대 감독
| 감독                            | 임기 |
| ------------------------------- | ---- |
| 와우데마르 레무스 지 올리베이라 | 2011 |
| 세르지우 파리아스               | 2014 |